# Dahab
Dahab (arabsky dahabun دهب ) je egyptské rybářské a turistické město na severovýchodním pobřeží Sinajského poloostrova u Akabského zálivu.
Slovo Dahab je arabské označení zlata. Město dostalo toto označení pravděpodobně pro jeho geografické umístění - nejpravděpodobněji díky tomu, že se tu kdysi samotné zlato těžilo, ovšem místní tvrdí, že je to kvůli sytě zlatým pískům v okolí nebo kvůli barvě oblohy těsně po západu Slunce. Je vzdálen asi 2 hodiny jízdy mezi turistickými letovisky Šarm aš-Šajch a Nuweiba.

## Turistický ruch
Původně bylo místo obýváno převážně beduíny, dnes i rybáři a stalo se turistickým městem s řadou hotelů (např. Hilton, Marriott atf. ) s 5000 obyvateli. Nejvýznamnějším turistickým lákadlem je potápění v korálových útesech Rudého moře. V moři, přímo u pláží, se v okolí Dahabu nachází mnoho druhů rudomořských ryb (včetně jedovatých perutýnů) a korálů. Centrum města je přizpůsobeno turistice (kavárny, restaurace, bary, obchody se suvenýry). Přesto je Dahab velmi klidnou oblastí bez velkého hluku a ruchu.[zdroj?]
Dahab je celosvětově znám jako vhodné místo pro windsurfing[zdroj?]. Místní větry jsou stálé a dále od břehu díky nim vznikají také větší vlny. Populární je také šnorchlování, zejména v nedaleké lokaci tzv. Modré díře („Blue Hole“). Nejvyhledávanější památkou je Klášter svaté Kateřiny, který stojí v místě, kde na úpatí u hory Sinaj podle bible uviděl Mojžíš hořící keř.
24. dubna 2006 zde došlo k bombovému útoku, který způsobily znepřátelené beduínské kmeny a nebyl směřován proti turistům. Zahynulo při něm 23 lidí.

## Galerie

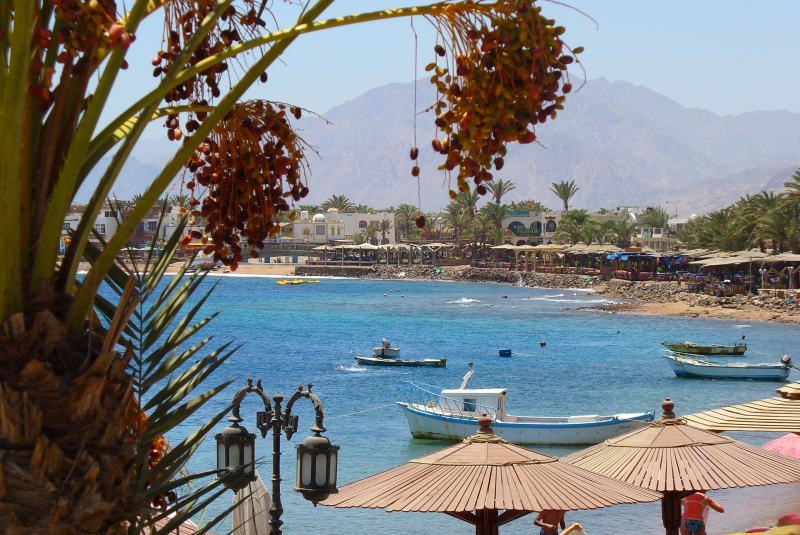
Pohled na Dahab
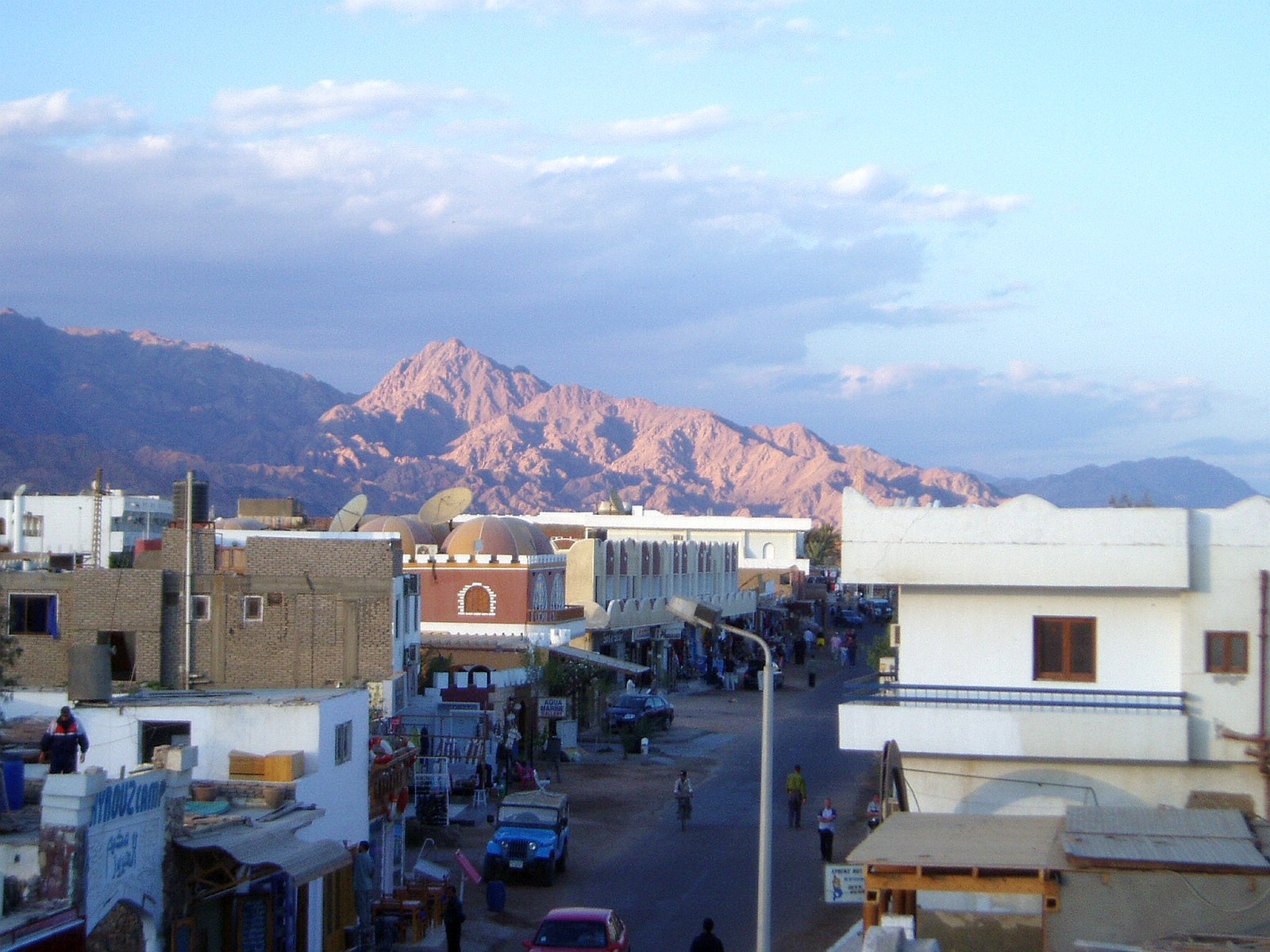
Dahab a Akabský záliv večer
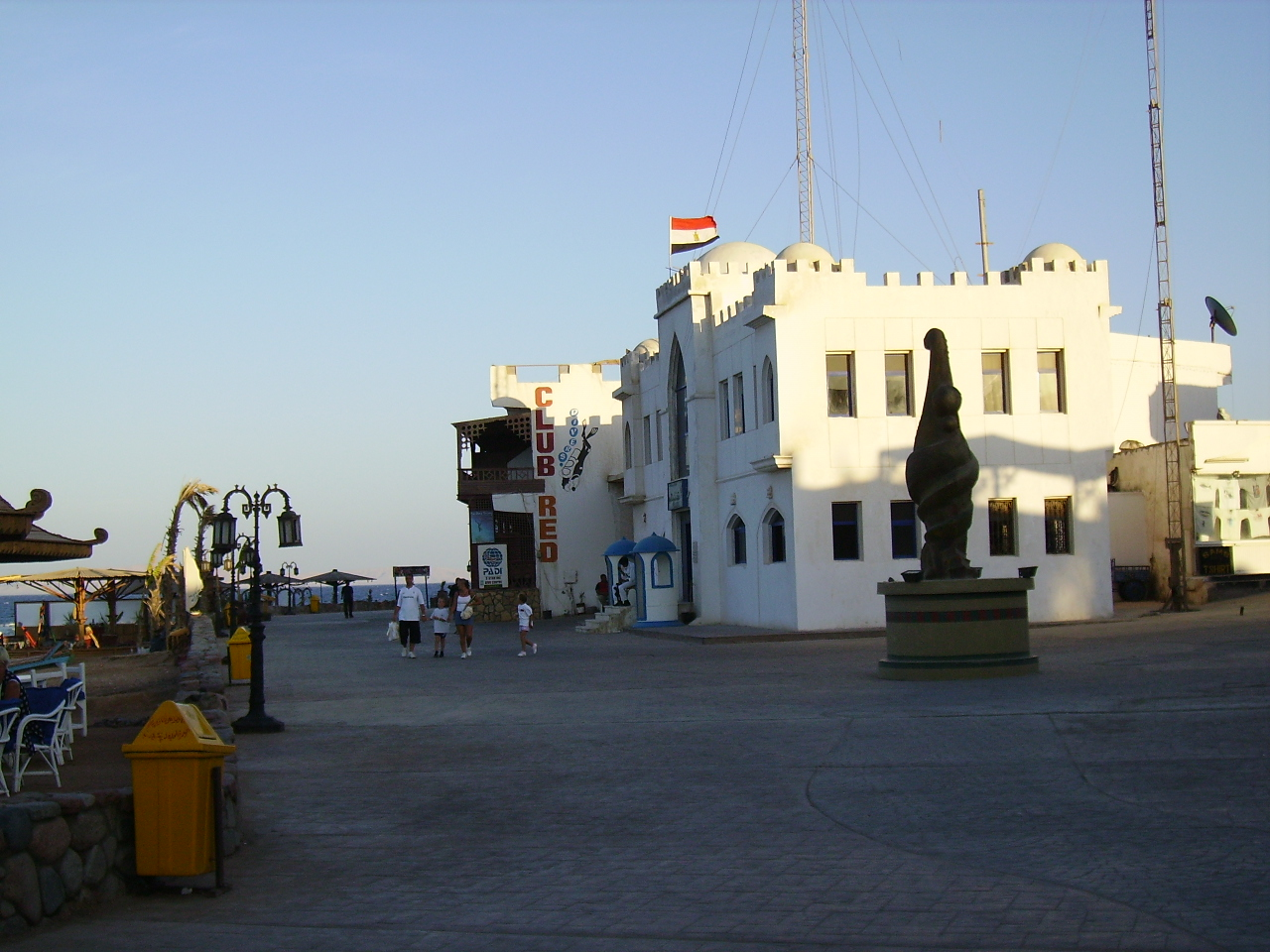
Ulice v Dahabu
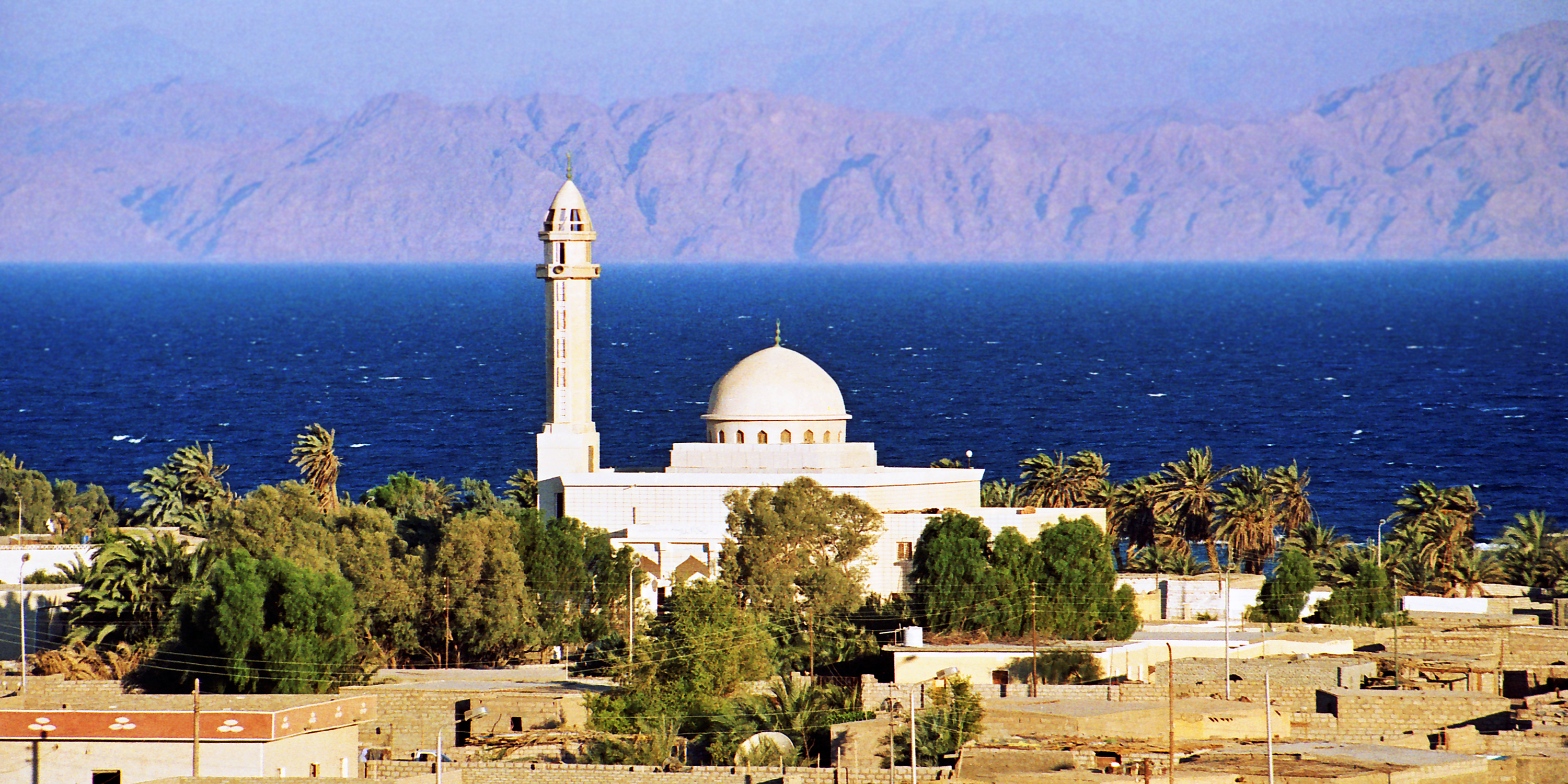
Dahab – v pozadí hory Saúdské Arábie